# Henry Brewster Stanton
Henry Brewster Stanton (Preston, 27 giugno 1805 – New York, 14 gennaio 1887) è stato un avvocato, giornalista, politico, riformatore sociale e abolizionista statunitense; i suoi scritti furono pubblicati sul New York Tribune, sul New York Sun, sull'Anti-Slavery Standard e sul The Liberator di William Lloyd Garrison. Fu eletto al Senato dello Stato di New York nel 1850 e nel 1851. Sua moglie, Elizabeth Cady Stanton, fu una figura di spicco di fama mondiale del movimento per i diritti delle donne.

## Primi anni di vita
Stanton nacque il 27 giugno 1805 a Preston, nel Connecticut, figlio di Joseph Stanton e Susan M. Brewster. Suo padre produceva articoli di lana e commerciava con le Indie occidentali. Ricorda che i suoi primi desideri di giustizia razziale risalgono alla sua infanzia, mentre ascoltava il canto di uno schiavo:
Nella mia infanzia avevamo una schiava negra la cui voce era dotata della cadenza più dolce. Molte volte mi cullava nel sonno cantando questo toccante lamento [la canzone di Miantonomi]. Mi è rimasto nel cuore e ha plasmato i miei anni che avanzano. Prima di raggiungere l'età adulta decisi che sarei diventato il sostenitore delle razze di colore oppresse del mio Paese.

## Carriera
Stanton divenne noto come oratore e scrittore, e utilizzò queste capacità come giornalista, avvocato e politico. Nel 1826, iniziò a scrivere per il Monroe Telegraph di Rochester, New York. Il telegrafo era di proprietà di Thurlow Weed e stava promuovendo la candidatura presidenziale di Henry Clay. Iniziò a tenere discorsi politici. Stanton scrisse anche per il New York Tribune, quando Horace Greeley era redattore, e poi per il New York Sun fino alla sua morte. Contribuì all'Anti-Slavery Standard e al Liberator di William Lloyd Garrison.

Iniziò a studiare all'Oneida Institute, ma fece parte di un gruppo di 24 persone che nel 1832 partirono per Cincinnati, Ohio, per studiare teologia al Lane Seminary. Tuttavia, Stanton scelse di iniziare a lavorare nel movimento abolizionista prima di completare gli studi. Dopo il matrimonio, Stanton studiò legge sotto la guida del suocero Daniel Cady a Johnstown, New York. Dopo aver superato l'esame di stato, divenne avvocato specializzato in brevetti a Boston, nel Massachusetts. Sia lui che la moglie si impegnarono attivamente e in modo significativo nel movimento antischiavista.

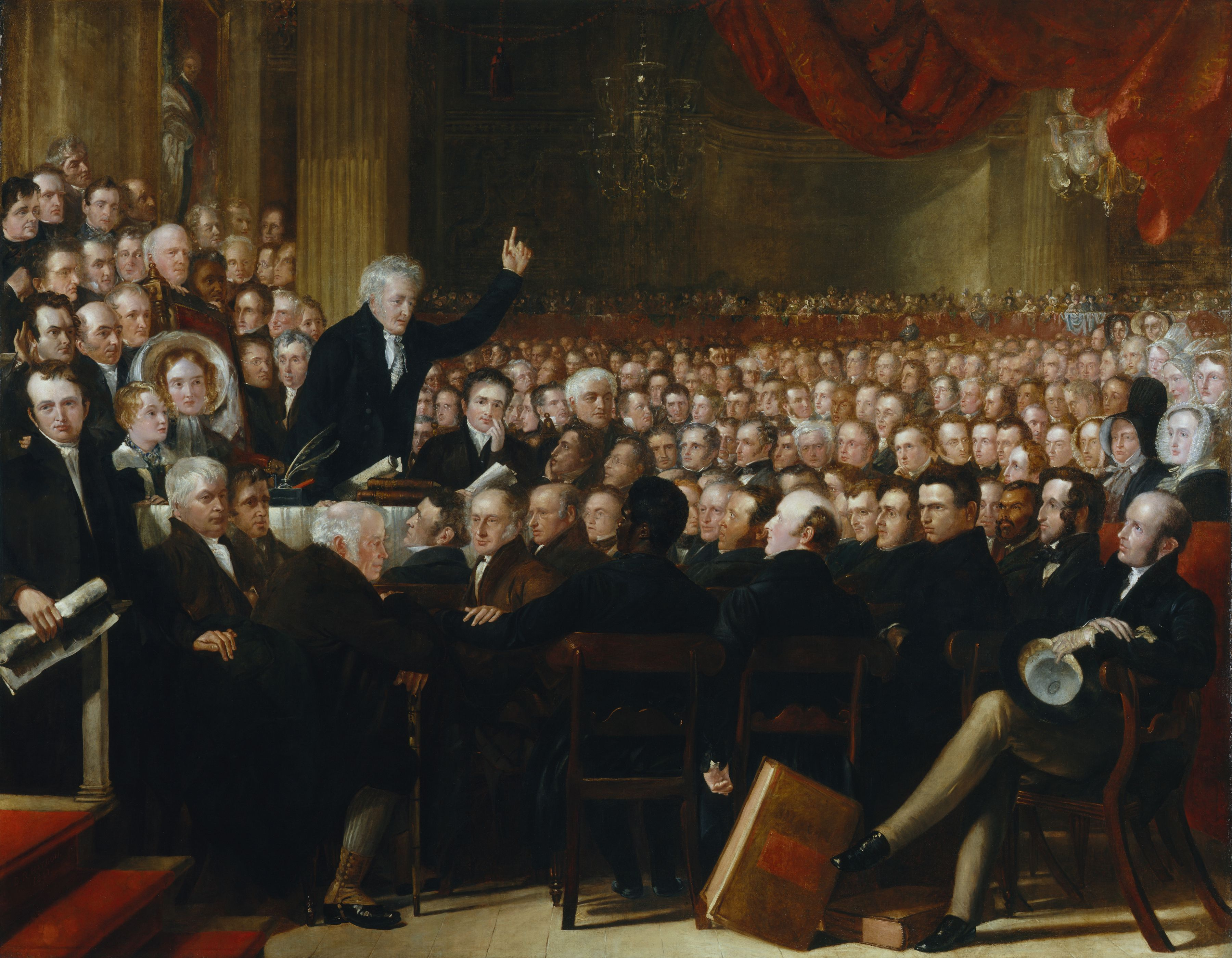
Convenzione della Società antischiavista del 1840, dipinto di Benjamin Robert Haydon. Henry Stanton, in prima fila, secondo da destra.

A causa soprattutto della salute cagionevole di Stanton, la famiglia si trasferì a Seneca Falls, New York, nel 1847, dove risiedette in una casa acquistata da Daniel Cady. A Seneca Falls, Stanton continuò il suo lavoro di riforma, giornalismo e politica, viaggiando, parlando e scrivendo spesso a favore dell'abolizionismo. Mentre viveva a Seneca Falls, Stanton contribuì a organizzare il Free Soil Party (1848) e il Partito Repubblicano nel 1856. Fu eletto membro del Senato dello Stato di New York (25° D.) nel 1850 e nel 1851.
Stanton fu ampiamente riconosciuto come uno dei principali oratori americani sulle questioni sociali e fu uno dei principali portavoce del movimento abolizionista prima della Guerra civile americana. Era noto per la sua abilità nel parlare in modo estemporaneo. La moglie racconta che a volte gli veniva chiesto di parlare su un argomento a caso per divertire il pubblico.
Dopo aver partecipato alla prima World Anti-Slavery Convention di Londra nel 1840, Stanton trascorse diversi mesi in un tour di conferenze europee contro la schiavitù, visitando la maggior parte delle principali città di Inghilterra, Scozia, Irlanda e Francia. Per tutta la vita, Henry Stanton ed Elizabeth Cady Stanton viaggiarono molto, sia insieme che separatamente, parlando e organizzando cause sociali che includevano la temperanza, l'abolizione e i diritti delle donne. Quando Henry morì inaspettatamente di polmonite nel 1887, Elizabeth si trovava a Londra per parlare a favore del diritto di voto per le donne.
L'abolizionista ed ex schiavo Frederick Douglass ha lasciato al figlio di Stanton, Theodore, questo ricordo della prima volta che ascoltò Henry B. Stanton parlare in pubblico:
Quando stavo fuggendo dalla schiavitù, venni ricevuto sotto l'umile ma ospitale tetto di Nathan Johnson, un vecchio uomo di colore... Nathan Johnson mi parlò anche dei meravigliosi poteri oratori di Henry B. Stanton e una sera mi portò a sentirlo denunciare il sistema schiavista. Fu una delle prime conferenze sull'abolizione che abbia mai ascoltato e questa circostanza, unita all'eloquenza dell'oratore, lasciò un'impressione indelebile nella mia mente. Vostro padre era allora indiscutibilmente il miglior oratore del movimento antischiavista. Lo ascoltai in molte altre occasioni, ma questa prima, quando ero appena uscito dalla schiavitù, mi toccò naturalmente più profondamente.
Politicamente e socialmente attivo per tutta la vita, Stanton ricoprì per tre anni la carica di vice cancelliere della Contea di Monroe, New York. Fu segretario dell'American Anti-Slavery Society dal 1835 al 1840. Nel 1861 Stanton fu nominato vice esattore doganale del porto di New York carica che mantenne fino al 1863.
Le pubblicazioni di Stanton includono molti pamphlet su questioni sociali. Scrisse il libro Sketches of Reforms and Reformers in Great Britain and Ireland (New York, 1849), un resoconto delle condizioni sociali e degli attivisti britannici. Inoltre, al momento della sua morte, stava terminando la quarta edizione della sua autobiografia Random Recollections (1885).

## Vita privata
Sua moglie, Elizabeth Cady Stanton, cugina di Gerrit Smith, si impegnò molto nelle questioni sociali progressiste. Si impegnò per la temperanza, l'abolizione della schiavitù, i diritti delle donne e il suffragio universale. La coppia si sposò il 1° maggio 1840 e il viaggio di nozze fu trascorso in Europa, dove Henry B. Stanton era delegato alla World's Anti-Slavery Convention di Londra, iniziata il 12 giugno 1840.  Insieme, furono genitori di sette figli:
- Daniel Cady Stanton (1842–1891)
- Henry Brewster Stanton, Jr. (1844–1903)
- Gerrit Smith Stanton (1845–1927)
- Theodore Weld Stanton (1851–1925)
- Margaret Livingston Stanton Lawrence (1852–1938)
- Harriot Eaton Stanton Blatch (1856–1940)[11]
- Robert Livingston Stanton (1859–1920).

La Stanton morì di polmonite il 14 gennaio 1887, la notte delle elezioni, mentre pioveva a New York.